# Polyzonus parvulus
Polyzonus parvulus là một loài bọ cánh cứng trong họ Cerambycidae.